# Domingas Togna
Domingas Embana Togna (sinh ngày 14 tháng 6 năm 1981) là một vận động viên đến từ Guinea-Bissau.
Cô đã tham gia cuộc đua marathon tại Giải vô địch thế giới 2007, nhưng không thể hoàn thành chặng đua, và sau đó tại Thế vận hội Olympic 2008, hoàn thành thứ mười một trong chặng đua 1500m và thứ 33 tổng thể.